# 香港志願者協會
香港志願者協會（Hong Kong Volunteers Association），是一家非牟利機構，主要由2008年北京奧運會香港志願者骨幹組成。理事會成員多為愛國愛港之人士，且被傳媒指出與親建制組織有關連，甚至參與親建制街頭活動。

## 現任領導簡介
該會主席為廣東省政協委員陸海女士(MH, JP)，執行主席為廣東省政協委員葉振都先生(BBS, MH, JP)，第一副主席為2008-2015年觀塘區議會委任議員林亨利先生(MH, JP)，隸屬民主建港協進聯盟。

## 會務
自2009年1月14日成立以來，協會一直致力於透過北京奧運會寶貴的志願服務經驗，廣泛團結香港各界人士推廣公民意識，促進社會對中國及香港體育、文化及慈善活動的發展及扶助有需要人士。
 協會還致力與社會各界建立夥伴關係，鼓勵和推動各機構、團體或個人（特別是青少年）參與；提供專業的志願者服務，培養會員對社會的承擔並作出貢獻。

## 爭議
有指身兼區議員的時任副主席林亨利，利用該會名義招募義工，向觀塘街坊派發湯水。林所屬之政黨民建聯，向來被香港泛民主派指控向街坊派發食物及舉辦廉價宴會（俗稱蛇齋餅粽），以小恩小惠拉攏選民，希望選民會投桃報李地投票讓議員連任，或令其他黨友當選；因此，該會有利用義工替主席增取政治籌碼之嫌。
另外，該會亦有派出義工參與被指有審計風波之香港龍獅節，而龍獅節之籌委會召集人陳鑑林亦為建制派政黨民建聯成員(亦即林亨利之黨友)，該會之政治立場可見一斑。